# UCI Europe Tour de 2008-2009
O UCI Europe Tour de 2008-2009 foi a quinta temporada do calendário ciclístico internacional europeia. A temporada iniciou a 19 de outubro de 2008 com a Chrono des Nations e terminou a 15 de outubro de 2009 com o Giro do Piemonte.
Nessa temporada o italiano Enrico Gasparotto ganhador da temporada 2007-2008, levou o maillot do UCI Europe Tour.
O ganhador foi Giovanni Visconti, a classificação por equipas foi para o Agritubel, enquanta Itália e Bélgica levar-se-iam a classificação por países e países Sub-23 respectivamente.

## Categorias
Foram 25 as carreiras de máxima categoria. No seguinte quadro mostram-se as carreiras com maior pontuação desta edição do UCI Europe Tour de 2008-2009 ordenado por países, para o resto das competições veja-se: Carreiras do UCI Europe Tour de 2009
| Carreira                      | Categoria |
| ----------------------------- | --------- |
| Grande Prêmio de Frankfurt    | 1.hc      |
| Volta à Baviera               | 2.hc      |
| Volta à Áustria               | 2.hc      |
| Omloop Het Nieuwsblad         | 1.hc      |
| E3 Prijs Vlaanderen-Harelbeke | 1.hc      |
| Scheldeprijs Vlaanderen       | 1.hc      |
| Três dias de Bruges–De Panne  | 2.hc      |
| Volta à Bélgica               | 2.hc      |
| Tour de Valônia               | 2.hc      |
| Paris-Bruxelas                | 1.hc      |
| Volta à Dinamarca             | 2.hc      |
| Grande Prêmio Miguel Indurain | 1.hc      |
| Volta a Burgos                | 2.hc      |

| Carreira                  | Categoria |
| ------------------------- | --------- |
| Critérium Internacional   | 2.hc      |
| Quatro Dias de Dunquerque | 2.hc      |
| Grande Prêmio de Fourmies | 1.hc      |
| Paris-Tours               | 1.hc      |
| Giro do Veneto            | 1.hc      |
| Tre Valli Varesine        | 1.hc      |
| Giro de Emilia            | 1.hc      |
| Giro do Piemonte          | 1.hc      |
| Tour de Luxemburgo        | 2.hc      |
| Dutch Food Valley Classic | 1.hc      |
| Volta a Portugal          | 2.hc      |
| G. P. Kanton Aargau       | 1.hc      |

## Calendário

### Outubro de 2009
| Data | Carreira           | Cat. | Ganhador      | Equipa           |
| ---- | ------------------ | ---- | ------------- | ---------------- |
| 18   | Chrono des Nations | 1.1  | Stef Clement  | Bouygues Télécom |
| 25   | Florencia-Pistoia  | 1.1  | Andriy Grivko | Milram           |

### Fevereiro
| Data  | Carreira                            | Cat. | Ganhador            | Equipa                      |
| ----- | ----------------------------------- | ---- | ------------------- | --------------------------- |
| 1     | Grande Prêmio Ciclista a Marsellesa | 1.1  | Rémi Pauriol        | Cofidis, le Crédit en Ligne |
| 4-8   | Estrela de Bessèges                 | 2.1  | Thomas Voeckler     | Bbox Bouygues Telecom       |
| 7     | Grande Prêmio Costa dos Etruscos    | 1.1  | Alessandro Petacchi | LPR Brakes-Farnese Vini     |
| 8     | Troféu Maiorca                      | 1.1  | Gert Steegmans      | Katusha                     |
| 9     | Troféu Cala Millor-Cala Bona        | 1.1  | Robbie McEwen       | Katusha                     |
| 10    | Troféu Pollença                     | 1.1  | Daniele Bennati     | Liquigas                    |
| 11    | Troféu Inca                         | 1.1  | Antonio Colom       | Katusha                     |
| 11-15 | Tour do Mediterrâneo                | 2.1  | Luis León Sánchez   | Caisse d'Epargne            |
| 12    | Troféu Calvià                       | 1.1  | Gerald Ciolek       | Milram                      |
| 13-15 | Giro da Província de Grosseto       | 2.1  | Daniele Pietropolli | LPR Brakes-Farnese Vini     |
| 15-19 | Volta a Andaluzia                   | 2.1  | Joost Posthuma      | Rabobank                    |
| 18-22 | Volta ao Algarve de 2009            | 2.1  | Alberto Contador    | Astana                      |
| 21    | Troféu Laigueglia                   | 1.1  | Francesco Ginanni   | Diquigiovanni-Androni       |
| 21    | Coppa San Geo                       | 1.2  | Davide Cimolai      | 2000 Veneto Marchiol        |
| 21    | Les Boucles du Sud Ardèche          | 1.2  | Freddy Bichot       | Agritubel                   |
| 21-22 | Tour de Haut-Var                    | 2.1  | Thomas Voeckler     | Bbox Bouygues Telecom       |
| 24-28 | Giro di Sardegna                    | 2.1  | Daniele Bennati     | Liquigas                    |
| 27-1  | Três Dias de Vaucluse               | 2.2  | David Le Lay        | Agritubel                   |
| 28    | Grande Prêmio dell'Insubria         | 1.1  | Francesco Ginanni   | Diquigiovanni-Androni       |
| 28    | Beverbeek Classic                   | 1.2  | Andreas Schillinger | Nutrixxion-Sparkasse        |
| 28    | Omloop Het Nieuwsblad               | 1.hc | Thor Hushovd        | Cervélo                     |

### Março
| Data  | Carreira                           | Cat.   | Ganhador            | Equipa                         |
| ----- | ---------------------------------- | ------ | ------------------- | ------------------------------ |
| 1     | Kuurne-Bruxelas-Kuurne             | 1.1    | Tom Boonen          | Quick Step                     |
| 1     | Clássica de Almeria                | 1.1    | Greg Henderson      | Columbia-High Road             |
| 1     | Grande Prêmio de Lugano            | 1.1    | Rémi Pauriol        | Cofidis, le Crédit en Ligne    |
| 1     | Troféu Zssdi                       | 1.2    | Tomislav Danculovic | Loborika                       |
| 4     | Le Samyn                           | 1.1    | Wouter Weylandt     | Quick Step                     |
| 4     | Giro do Friuli                     | 1.1    | Mirco Lorenzetto    | Lampre-NGC                     |
| 4-8   | Volta a Múrcia                     | 2.1    | Denis Menchov       | Rabobank                       |
| 6-8   | Três Dias de Flandres Ocidental    | 2.1    | Johnny Hoogerland   | Vacansoleil                    |
| 7     | Strade Bianche                     | 1.1    | Thomas Lövkvist     | Columbia-High Road             |
| 7     | Flecha Flamenga                    | 1.2    | Jan Ghyselinck      | Beveren 2000                   |
| 8     | Grande Prêmio Villa de Lillers     | 1.2    | Aleksejs Saramotins | Designa Køkken                 |
| 8     | Troféu Franco Balestra             | 1.2    | Davide Cimolai      | 2000 Veneto Marchiol           |
| 8     | Porec Trophy                       | 1.2    | Ole Haavardsholm    | Joker-Bianchi                  |
| 12-15 | Istrian Spring Trophy              | 2.2    | Mitja Mahorič       | Radenska KD Financial Point    |
| 15    | Giro do Mendrisiotto               | 1.2    | Ignatas Konovalovas | Cervélo                        |
| 15    | Paris-Troyes                       | 1.2    | Yannick Talabardon  | Besson Chaussures-Sojasun      |
| 15    | Omloop van het Waasland            | 1.2    | Johan Coenen        | Topsport Vlaanderen            |
| 18    | Nokere Koerse                      | 1.1    | Graeme Brown        | Rabobank                       |
| 20    | Clássica de Loire-Atlantique       | 1.2    | Cyril Bessy         | Besson Chaussures-Sojasun      |
| 22    | Grande Prêmio Cholet-Pays de Loire | 1.1    | Juan José Haedo     | Saxo Bank                      |
| 22    | Ronde van het Groene Hart          | 1.1    | Geert Omloop        | Palmans-Cras                   |
| 22    | La Roue Tourangelle                | 1.2    | Arnaud Molmy        | Nogent Sur Oise                |
| 22    | Grande Prêmio San Giuseppe         | 1.2    | Alessandro Malaguti | Calzaturieri Montegranaro      |
| 23-27 | Volta a Castela e Leão             | 2.1    | Levi Leipheimer     | Astana                         |
| 23-29 | Volta à Normandia                  | 2.2    | Bram Schmitz        | Van Vliet-EBH-Elshof           |
| 25    | Através de Flandres                | 1.1    | Kevin Van Impe      | Quick Step                     |
| 24-28 | Settimana Coppi e Bartali          | 2.1    | Damiano Cunego      | Lampre-NGC                     |
| 26-29 | The Paths of King Nikola           | 2.2    | Radoslav Rogina     | Loborika                       |
| 27-29 | Grande Prêmio de Portugal          | 2.ncup | Sergio Luis Henao   | Colombia es Pasión-Coldeportes |
| 28    | E3 Prijs Vlaanderen-Harelbeke      | 1.hc   | Filippo Pozzato     | Katusha                        |
| 28    | Troféu Edil C                      | 1.2    | Tomadas Alberio     | [Bottoli Nordelettrica         |
| 28-29 | Critérium Internacional            | 2.hc   | Jens Voigt          | Saxo Bank                      |
| 29    | Flecha Brabanzona                  | 1.1    | Anthony Geslin      | Française des Jeux             |
| 29    | Grande Prêmio de Llodio            | 1.1    | Samuel Sánchez      | Euskaltel-Euskadi              |
| 31-2  | Três dias de Bruges–De Panne       | 2.hc   | Frederik Willems    | Liquigas                       |
| 31- 5 | Semana Lombarda                    | 2.1    | Daniele Pietropolli | LPR Brakes-Farnese Vini        |

### Abril
| Data  | Carreira                                  | Cat.    | Ganhador                | Equipa                          |
| ----- | ----------------------------------------- | ------- | ----------------------- | ------------------------------- |
| 1-5   | Volta ao Alentejo                         | 2.1     | Maxime Bouet            | Agritubel                       |
| 1-5   | Cinturón a Mallorca                       | 2.2     | Sergio Luis Henao       | Colombia es Pasión-Coldeportes  |
| 2-4   | Boucle de l'Artois                        | 2.2     | Sergey Firsanov         | Designa Køkken                  |
| 3     | Jérôme Coppel                             | 1.1     | Jérôme Coppel           | Française des Jeux              |
| 4     | Volta Limburg Classic                     | 1.1     | Mauro Finetto           | CSF Group-Navigare              |
| 4     | Grande Prêmio Miguel Indurain             | 1.hc    | David de la Fonte       | Fuji-Servetto                   |
| 5     | Grande Prêmio da Ville de Nogent-sur-Oise | 1.2     | Martin Pedersen         | Capinordic                      |
| 5     | Troféu Banca Popular de Vicenza           | 1.2U    | Davide Cimolai          | 2000 Veneto Marchiol            |
| 7-10  | Circuito de la Sarthe                     | 2.1     | David Le Lay            | Agritubel                       |
| 10-12 | Circuito das Ardenas                      | 2.2     | Dimitri Champion        | Bretagne-Schuller               |
| 11    | Tour de Flandres sub-23                   | 1.2NCUP | Jan Ghyselinck          | Selecção do Bélgica             |
| 12    | Klasika Primavera                         | 1.1     | Alejandro Valverde      | Caisse d'Epargne                |
| 12    | Grande Prêmio Donetsk                     | 1.2     | Mart Ojavee             | Bourgas                         |
| 12    | Tour de Drenthe                           | 1.1     | Maurizio Biondo         | Ceramica Flaminia-Bossini Docce |
| 12-19 | Volta à Turquia                           | 2.1     | Daryl Impey             | Barloworld                      |
| 13    | Giro do Belvedere                         | 1.2U    | Sacha Modolo            | Zalf Désirée Fior               |
| 13    | Volta a Colónia                           | 1.1     | Martin Pedersen         | Selecção de Dinamarca           |
| 14    | Paris-Camembert                           | 1.1     | Jimmy Casper            | Besson Chaussures-Sojasun       |
| 14    | Grande Prêmio Palio do Recioto            | 1.2U    | Stefano Locatelli       | De Nardi-Daigo-Bergamasca       |
| 14-19 | Tour de Loir-et-Cher                      | 2.2     | Dmitry Kosyakov         | Katusha Continental             |
| 15    | Scheldeprijs Vlaanderen                   | 1.hc    | Alessandro Petacchi     | LPR Brakes-Farnese Vini         |
| 15    | La Côte Picarde                           | 1.ncUP  | Timofey Kritskiy        | Selecção de Rússia              |
| 16    | Grande Prêmio de Denain                   | 1.1     | Jimmy Casper            | Besson Chaussures-Sojasun       |
| 16-19 | Rhône-Alpes Isère Tour                    | 2.2     | Yann Huguet             | Agritubel                       |
| 18    | Tour de Finistère                         | 1.1     | Dimitri Champion        | Bretagne-Schuller               |
| 18    | Grande Prêmio Nobili Rubinetterie         | 1.1     | Grega Bole              | Amica Chips-Knauf               |
| 18    | Liège-Bastogne-Liège sub-23               | 1.2U    | Rasmus Guldhammer       | Capinordic                      |
| 18    | ZLM Tour                                  | 1.ncUP  | Luke Rowe               | Selecção de Grã-Bretanha        |
| 19    | Tro Bro Leon                              | 1.1     | Saïd Haddou             | Bbox Bouygues Telecom           |
| 19    | Tour de Düren                             | 1.2     | Dennis Pohl             | Kuota-Indeland                  |
| 22-25 | Giro do Trentino                          | 2.1     | Ivan Basso              | Liquigas                        |
| 22-26 | Volta a Extremadura                       | 2.2     | José Antonio de Segovia | Supermercados Froiz             |
| 25    | Memorial Arno Wallaard                    | 1.2     | Lieuwe Westra           | Vacansoleil                     |
| 25    | Bania Luka-Belgrado                       | 1.2     | Normunds Lasis          | Bourgas                         |
| 25    | Grande Prêmio della Liberazione           | 1.2U    | Sacha Modolo            | Zalf Désirée Fior               |
| 25-1  | Tour de Bretanha                          | 2.2     | Julien Fouchard         | Cotes D’Armor-Maitre Jacques    |
| 26    | Volta à La Rioja                          | 1.1     | David García Dapena     | Xacobeo Galiza                  |
| 26    | Volta a Holanda Setentrional              | 1.2     | Theo Bos                | Rabobank Continental            |
| 26    | Paris-Mantes-en-Yvelines                  | 1.2     | Pierre Drancourt        | ESEG-Douai                      |
| 26    | East Midlands International Cicle Classic | 1.2     | Ian Wilkinson           | Halfords                        |
| 28-2  | Volta às Astúrias                         | 2.1     | Francisco Mancebo       | Rock Racing                     |

### Maio
| Data  | Carreira                                       | Cat. | Ganhador                 | Equipa                       |
| ----- | ---------------------------------------------- | ---- | ------------------------ | ---------------------------- |
| 1     | Memóriał Andrzeja Trochanowskiego              | 1.2  | Mateusz Taciak           | Mroz Continental Team        |
| 1     | Grande Prêmio do 1 de Maio                     | 1.2  | Denis Flahaut            | Landbouwkrediet-Colnago      |
| 1     | Grande Prêmio de Frankfurt sub-23              | 1.2U | Jack Bobridge            | Selecção de Austrália        |
| 1     | Grande Prêmio de Frankfurt                     | 1.hc | Fabian Wegmann           | Team Milram                  |
| 2     | Grande Prêmio Herning                          | 1.2  | René Jørgensen           | Designa Køkken               |
| 2     | Grande Prêmio Indústria e Artigianato-Larciano | 1.1  | Daniele Callegarin       | Centri della Calzatura       |
| 2     | Tour de Overijssel                             | 1.2  | Kenny van Hummel         | Skil-Shimano                 |
| 2     | Mayor Cup                                      | 1.2  | Mikhail Antonov          | Katusha Continental Team     |
| 3     | Giro de Toscana                                | 1.1  | Alessandro Petacchi      | LPR Brakes-Farnese Vini      |
| 3     | Trophée des Grimpeurs                          | 1.1  | Thomas Voeckler          | Bbox Bouygues Telecom        |
| 3     | Subida ao Naranco                              | 1.1  | Romain Sicard            | Orbea                        |
| 3     | Circuito do Porto-Troféu Averdi                | 1.2  | Filippo Baggio           | Bottoli Nordelettrica        |
| 3     | Memorial Oleg Dyachenko                        | 1.2  | Mikhail Antonov          | Katusha Continental Team     |
| 5-10  | Quatro Dias de Dunquerque                      | 2.hc | Rui Costa                | Caisse d'Epargne             |
| 6-10  | Cinco Anéis de Moscovo                         | 2.2  | Timofey Kritskiy         | Katusha Continental Team     |
| 6-10  | Giro do Friuli Venezia Giulia                  | 2.2  | Gianluca Brambilla       | Zalf Désirée Fior            |
| 8-10  | Szlakiem Grodów Piastowskich                   | 2.1  | Mariusz Witecki          | Mroz Continental Team        |
| 8-10  | Tour de Haut Anjou                             | 2.2U | Tejay Van Garderen       | Rabobank Continental Team    |
| 9     | Scandinavian Race Uppsala                      | 1.2  | Jonas Jørgensen          | Capinordic                   |
| 10    | Omloop der Kempen                              | 1.2  | Theo Bos                 | Rabobank Continental Team    |
| 10    | Grande Prêmio Indústrias do Mármore            | 1.2  | Carlos Albeiro Manarelli | Marchiol Massa Montegrappa   |
| 12    | Grande Prêmio de Moscovo                       | 1.2  | Alexander Khatuntsev     | Moscow                       |
| 13    | Batavus Prorace                                | 1.1  | Kenny van Hummel         | Skil-Shimano                 |
| 14-17 | Grande Prêmio Paredes Rota dos Móveis          | 2.2  | Cândido Barbosa          | Palmeiras Resort-Tavira      |
| 15-17 | Tour de Picardie                               | 2.1  | Lieuwe Westra            | Vacansoleil                  |
| 16    | GP Copenhagen                                  | 1.2  | Jacob Nielsen            | Glud & Marstrand Horsens     |
| 16    | Dutch Food Valley Classic                      | 1.hc | Kenny van Hummel         | Skil-Shimano                 |
| 17    | Tour de Rijke                                  | 1.1  | Kenny van Hummel         | Skil-Shimano                 |
| 17-24 | An Post Rás                                    | 2.2  | Simon Richardson         | Rapha Condor                 |
| 19-24 | Tour de Olympia                                | 2.2  | Jetse Bol                | Rabobank Continental Team    |
| 20-24 | Circuito de Lorena                             | 2.1  | Matteo Carrara           | Vacansoleil                  |
| 20-24 | Flèche du Sud                                  | 2.2  | Simon Zahner             | Bürgis Cycling               |
| 21-24 | Ronde d'Isard                                  | 2.2U | Alexandre Geniez         | VC A Pomme Marseille         |
| 27-31 | Volta à Bélgica                                | 2.hc | Lars Boom                | Rabobank                     |
| 27-31 | Volta à Baviera                                | 2.hc | Linus Gerdemann          | Team Milram                  |
| 29    | Grande Prêmio Tallin-Tartu                     | 1.1  | Erki Pütsep              | Cycling Clube Bourgas        |
| 29-1  | Tour de Gironde                                | 2.2  | Stéphane Rossetto        | CC Nogent sul Oise           |
| 29-1  | Tour de Berlim                                 | 2.2U | Franz Schiewer           | LKT Team Brandenburg         |
| 30    | Grande Prêmio Tartu                            | 1.1  | Hannes Blank             | Continental Team Differdange |
| 30    | Grande Prêmio de Kranj                         | 1.1  | Gasper Svab              | Sava                         |
| 30    | Grande Prêmio de Plumelec-Morbihan             | 1.1  | Jérémie Galland          | Besson Chaussures-Sojasun    |
| 30    | Grande Prêmio Kooperativa                      | 1.2  | Peter Sagan              | Dukla Trencin-Merida         |
| 31    | Boucles de l'Aulne                             | 1.1  | Maxime Bouet             | Agritubel                    |
| 31    | Grand Prix Boka                                | 1.2  | Juraj Sagan              | Dukla Trencin-Merida         |
| 31    | Paris-Roubaix sub-23                           | 1.2U | Taylor Phinney           | Trek-Livestrong              |
| 31    | Troféu Città di San Vendemiano                 | 1.2U | Alessandro Mazzi         | Zalf Désirée Fior            |

### Junho
| Data  | Carreira                               | Cat. | Ganhador            | Equipa                       |
| ----- | -------------------------------------- | ---- | ------------------- | ---------------------------- |
| 1     | Neuseen Classics                       | 1.1  | André Greipel       | Team Columbia-High Road      |
| 1     | Rogaland G. P.                         | 1.2  | Håvard Nybø         | Sparebanken Vest-Ridley      |
| 2     | Troféu Alcide Degasperi                | 1.2  | Pavel Kochetkov     | Selecção da Rússia           |
| 2-7   | Baltyk-Karkonosze Tour                 | 2.2  | Sergey Kolesnikov   | Moscow                       |
| 3-7   | Tour da Noruega                        | 2.2  | Sergey Firsanov     | Designa Køkken               |
| 3-7   | Tour de Luxemburgo                     | 2.hc | Fränk Schleck       | Team Saxo Bank               |
| 6     | Memorial Marco Pantani                 | 1.1  | Roberto Ferrari     | LPR Brakes-Farnese Vini      |
| 6     | Grande Prêmio de Schwarzwald           | 1.1  | Heinrich Haussler   | Cervélo Test Team            |
| 6-13  | Tour da Romênia                        | 2.2  | Alekséi Shchebelin  | SP Tablewere-Gatsoulis Bikes |
| 7     | Coppa della Pace                       | 1.2  | Egor Silin          | Selecção de Rússia           |
| 7     | Coppa Colli Briantei                   | 1.2  | Maurizio Anzalone   | VC Mendrisio Bikes           |
| 7     | Memorial Philippe Van Coningsloo       | 1.2  | Gediminas Bagdonas  | NH Tielen                    |
| 7     | G. P. Kanton Aargau                    | 1.hc | Peter Velits        | Team Milram                  |
| 7-13  | Tour de Thüringe                       | 2.2U | Stefan Denifl       | Selecção de Áustria          |
| 10-16 | Circuito Montanhês                     | 2.2  | Tejay Van Garderen  | Rabobank Continental Team    |
| 11-14 | Grande Prêmio CTT Correios de Portugal | 2.1  | Adrián Palomares    | Contentpolis-AMPO            |
| 11-14 | Ronde de l'Oise                        | 2.2  | Steven Van Vooren   | An Post-ChainReaction        |
| 12-14 | Delta Tour Zeeland                     | 2.1  | Tyler Farrar        | Garmin-Slipstream            |
| 12-21 | Girobio                                | 2.2  | Cayetano Sarmiento  | Selecção da Colômbia         |
| 15-21 | Volta à Sérvia                         | 2.2  | Davide Torosantucci | Centri della Calzatura       |
| 17-21 | Ster ZLM Toer                          | 2.1  | Philippe Gilbert    | Silence-Lotto                |
| 18-20 | Tour de Malopolska                     | 2.2  | Arthur Detko        | DHL-Author                   |
| 18-21 | Ruta del Sur                           | 2.1  | Przemysław Niemiec  | Miche-Silver Cross           |
| 18-21 | Volta à Eslovénia                      | 2.1  | Jakob Fuglsang      | Team Saxo Bank               |
| 18-21 | Boucles de la Mayenne                  | 2.2  | Janek Tombak        | Cycling Clube Bourgas        |
| 19-21 | Tour de Saboya                         | 2.2U | Ben Gastauer        | Chambéry Cyclisme Formation  |
| 19-21 | Tour de Mainfranken                    | 2.2U | Sebastian May       | Thüringer Energie Team       |
| 21    | Raiffeisen G. P.                       | 1.2  | Markus Eibegger     | ELK Haus                     |
| 24    | Giro dos Apeninos                      | 1.1  | Vincenzo Nibali     | Liquigas                     |
| 24    | Ache-Ingooigem                         | 1.1  | Jurgen Van De Walle | Quick Step                   |
| 24    | Troféu Internacional Jong Maar Moedig  | 1.2  | Thomas De Gendt     | Topsport Vlaanderen-Mercator |

### Julho
| Data  | Carreira                                             | Cat. | Ganhador               | Equipa                          |
| ----- | ---------------------------------------------------- | ---- | ---------------------- | ------------------------------- |
| 1-5   | Carreira da Solidariedade e dos Campeões Olímpicos   | 2.1  | Artur Król             | Centri della Calzatura          |
| 2     | Campeonato Europeu Contrarrelógio sub-23             | CC   | Marcel Kittel          | Selecção de Alemanha            |
| 4     | Tour de Jura                                         | 1.2  | Roger Beuchat          | Team Neotel                     |
| 4     | Cronoscalata Gardone Valtrompia                      | 1.2  | Stefano Di Carlo       | Scap Foresi                     |
| 5     | Tour e Doubs                                         | 1.1  | Yann Huguet            | Agritubel                       |
| 5     | Giro Ciclistico Valli Aretine                        | 1.2  | Enrico Battaglin       | Zalf Désirée Fior               |
| 5     | Campeonato Europeu em Estrada sub-23                 | CC   | Kris Boeckmans         | Selecção da Bélgica             |
| 5-12  | Volta à Áustria                                      | 2.hc | Michael Albasini       | Team Columbia-HTC               |
| 7     | Troféu Cidade de Brescia                             | 1.2  | Andrea Palini          | Gavardo                         |
| 8-12  | Grande Prêmio Torres Vedras-Troféu Joaquim Agostinho | 2.2  | Héctor Guerra          | Liberty Seguros                 |
| 10-11 | Grande Prêmio Ciclista de Gemenc                     | 2.2  | Žolt Der               | Centri della Calzatura          |
| 12    | Giro do Meio Brenta                                  | 1.2  | Christian Delle Stelle | Bottoli Nordelettrica           |
| 17-19 | Volta à Comunidade de Madri                          | 2.1  | Héctor Guerra          | Liberty Seguros                 |
| 18    | Grande Prêmio Cristal Energie                        | 1.2  | Martin Pedersen        | Capinordic                      |
| 19    | Giro de Reggio Calabria                              | 1.1  | Fortunato Baliani      | CSF Group-Navigare              |
| 19    | Trophée des champions                                | 1.2  | Tony Hurel             | Vendée Ou                       |
| 19    | Giro do Casentino                                    | 1.2  | Roberto Cesaro         | Ginestra Ceramiche              |
| 22-26 | Volta à Saxónia                                      | 2.1  | Patrik Sinkewitz       | PSK Whirlpool-Author            |
| 22-26 | Brixia Tour                                          | 2.1  | Giampaolo Caruso       | Ceramica Flaminia-Bossini Docce |
| 25    | Clássica de Ordizia                                  | 1.1  | Jaume Rovira           | Andorra-Grandvalira             |
| 25-26 | Grande Prêmio Bradlo                                 | 1.2  | Nebojša Jovanović      | AC Sparta Prague                |
| 25-27 | Kreiz Breizh Elites                                  | 2.2  | Antoine Dalibard       | Bretagne-Schuller               |
| 25-29 | Tour de Valônia                                      | 2.hc | Julien El Fares        | Cofidis, le Crédit en Ligne     |
| 26    | Grande Prêmio da Villa de Pérenchies                 | 1.2  | Robert Retschke        | Continental Differdange         |
| 26    | Grande Prêmio Inda                                   | 1.2  | Pavel Kochetkov        | Selecção de Rússia              |
| 28-1  | Dookola Mazowsza                                     | 2.2  | Łukasz Bodnar          | CCC Polsat Polkowice            |
| 29-2  | Tour de Alsacia                                      | 2.2  | Simon Zahner           | Burgis Cycling Team             |
| 29-2  | Volta à Dinamarca                                    | 2.hc | Jakob Fuglsang         | Team Saxo Bank                  |
| 31    | Circuito de Guecho                                   | 1.1  | Koldo Fernández        | Euskaltel-Euskadi               |

### Agosto
| Data  | Carreira                                                   | Cat. | Ganhador            | Equipa                         |
| ----- | ---------------------------------------------------------- | ---- | ------------------- | ------------------------------ |
| 1     | Scandinavian Race                                          | 1.2  | Patrik Stenberg     | Cykelcity.se                   |
| 1     | GP P-Nivo                                                  | 1.2  | Uros Silar          | Sava                           |
| 2     | Subida a Urkiola                                           | 1.1  | Igor Antón          | Euskaltel-Euskadi              |
| 2     | Sparkassen Giro Bochum                                     | 1.1  | Mark Cavendish      | Team Columbia-HTC              |
| 2     | Polynormande                                               | 1.1  | Mathieu Ladagnous   | Française des Jeux             |
| 2     | Giro do Cigno                                              | 1.2  | Paolo Ciavatta      | Monturano-Civitanova Marche    |
| 2     | Grande Prêmio Betonexpressz de 2000                        | 1.2  | Gergely Ivanics     | Betonexpressz 2000-Limonta     |
| 4-8   | Tour dos Pirenéus                                          | 2.2  | Fabio Duarte        | Colombia es Pasión-Coldeportes |
| 4-8   | Volta a Leão                                               | 2.2  | David Belda         | Boyacá es Para Viverla         |
| 5     | Grande Prêmio Folignano                                    | 1.2  | Henry Frusto        | Team SCAP Prefabbricati Foresi |
| 5-6   | Paris-Corrèze                                              | 2.1  | Francisco Ventoso   | Carmiooro-A Style              |
| 5-9   | Volta a Burgos                                             | 2.hc | Alejandro Valverde  | Caisse d'Epargne               |
| 5-16  | Volta a Portugal                                           | 2.hc | David Blanco        | Palmeiras Resort-Tavira        |
| 6     | Grande Prêmio Indústria e Commercio Artigianato Carnaghese | 1.1  | Francesco Ginanni   | Diquigiovanni-Androni          |
| 6-8   | Tour de Szeklerland                                        | 2.2  | Vitaliy Popkov      | ISD-Sport Donetsk              |
| 8     | Grande Prêmio Cidade de Camaiore                           | 1.1  | Vincenzo Nibali     | Liquigas                       |
| 8-12  | Tour de l'Ain                                              | 2.1  | Rein Taaramäe       | Cofidis                        |
| 9     | Troféu Internazionale Bastianelli                          | 1.2  | Radoslav Rogina     | Loborika                       |
| 11    | Grande Prêmio Cidade de Felino                             | 1.2  | Richie Porte        | Praties                        |
| 12-15 | Mi-Août Bretonne                                           | 2.2  | Frederik Wilmann    | Joker-Bianchi                  |
| 14    | Puchar Ministra Obrony Narodowej                           | 1.2  | Tomasz Kiendyś      | CCC Polsat Polkowice           |
| 15    | Memorial Henryka Lasaka                                    | 1.2  | Stefan Schäfer      | LKT Team Brandenburg           |
| 16    | Grande Prêmio Capodarco                                    | 1.2  | Salvatore Mancuso   | Lucchini Arvedi Unidelta       |
| 16    | Antwerpse Havenpijl                                        | 1.2  | Jens Erik Madsen    | Capinordic                     |
| 16    | Puchar Uzdrowisk Karpackich                                | 1.2  | Matthias Belka      | LKT Team Brandenburg           |
| 17    | Gara Ciclistica Montappone                                 | 1.2  | Stefano Pirazzi     | Palazzago Elledent Rad         |
| 18    | Grande Prêmio da Villa de Zottegem                         | 1.1  | Niko Eeckhout       | An Pós-Sean Kelly              |
| 18    | Tre Valli Varesine                                         | 1.hc | Mauro Santambrogio  | Lampre-NGC                     |
| 18-21 | Tour de Limusino                                           | 2.1  | Mathieu Perget      | Caisse d'Epargne               |
| 19    | Coppa Agostoni                                             | 1.1  | Giovanni Visconti   | ISD-NERI                       |
| 20    | Coppa Bernocchi                                            | 1.1  | Luca Paolini        | Acqua & Sapone-Caffè Mokambo   |
| 21-23 | Tour de Irlanda                                            | 2.1  | Russell Downing     | Candi TV-Marshalls Pasta RT    |
| 22    | Coppa Bernocchi                                            | 1.1  | Giovanni Visconti   | ISD-NERI                       |
| 25    | Troféu Melinda                                             | 1.2  | Robert Retschke     | Continental Team Differdange   |
| 25-28 | Tour de Poitou-Charentes                                   | 2.1  | Gustav Larsson      | Team Saxo Bank                 |
| 25-30 | Giro do Vale de Aosta                                      | 2.2  | Thibaut Pinot       | Selecção da França             |
| 26    | Druivenkoers Overijse                                      | 1.1  | Aleksejs Saramotins | Designa Køkken                 |
| 26-30 | Grande Prêmio Guillermo Tell                               | 2.2  | Mathias Frank       | BMC Racing Team                |
| 29    | Giro do Veneto                                             | 1.hc | Filippo Pozzato     | Team Katusha                   |
| 30    | Châteauroux Classic de l'Indre-Trophée Fenioux             | 1.1  | Jimmy Casper        | Besson Chaussures-Sojasun      |
| 30    | Schaal Sels                                                | 1.1  | Kris Boeckmans      | Silence-Lotto                  |

### Setembro
| Data  | Carreira                              | Cat.   | Ganhador                      | Equipa                       |
| ----- | ------------------------------------- | ------ | ----------------------------- | ---------------------------- |
| 2-6   | Tour da Eslováquia                    | 2.2    | Leigh Howard                  | Selecção da Austrália        |
| 5-13  | Tour de l'Avenir                      | 2.ncup | Romain Sicard                 | Selecção da França: Equipa A |
| 6     | Grande Prêmio Jef Scherens            | 1.1    | Sebastian Langeveld           | Rabobank                     |
| 6     | Giro da Romagna                       | 1.1    | Murilo Fischer                | Liquigas                     |
| 6     | Zagreb-Liubliana                      | 1.2    | Robert Vrečer                 | Adria Mobil                  |
| 6     | Memorial Davide Fardelli              | 1.2    | Manuele Boaro                 | Zalf Désirée Fior            |
| 6-13  | Volta à Bulgária                      | 2.2    | Ivaïlo Gabrovski              | Heraklion-Nessebar           |
| 9     | Memorial Rik Van Steenbergen          | 1.1    | Niko Eeckhout                 | An Pós-Sean Kelly            |
| 12    | Paris-Bruxelas                        | 1.hc   | Matthew Goss                  | Team Saxo Bank               |
| 12-19 | Volta à Grã-Bretanha                  | 2.1    | Edvald Boasson Hagen          | Team Columbia-HTC            |
| 13    | Volta a Nuremberg                     | 1.1    | Francesco Gavazzi             | Lampre-NGC                   |
| 13    | Chrono Champenois                     | 1.2    | Adriano Malori                | Bottoli Nordelettrica        |
| 13    | Grande Prêmio de Fourmies             | 1.hc   | Romain Feillu                 | Agritubel                    |
| 16    | Grande Prêmio de Valônia              | 1.1    | Nick Nuyens                   | Rabobank                     |
| 17    | Tour de Voivodina I                   | 1.2    | Matej Marin                   | Perutnina Ptuj               |
| 18    | Campeonato de Flandres                | 1.1    | Steven De Jongh               | Quick Step                   |
| 18    | Grande Prêmio do Somme                | 1.1    | Yauheni Hutarovich            | Française des Jeux           |
| 18    | Tour de Voivodina II                  | 1.2    | Ivaïlo Gabrovski              | Heraklion-Nessebar           |
| 19    | Praga-Karlovy Vary-Praga              | 1.2    | Danilo Hondo                  | PSK Whirlpool-Author         |
| 20    | Grande Prêmio de Isbergues            | 1.1    | Benoît Vaugrenard             | Française des Jeux           |
| 20    | G. P. Indústria e Comércio de Prato   | 1.1    | Giovanni Visconti             | ISD-NERI                     |
| 20    | Dúo Normando                          | 1.2    | Nikolay Trusov Artem Ovechkin | Team Katusha                 |
| 20    | Troféu Gianfranco Bianchin            | 1.2    | José Bone                     | VC Mantovani                 |
| 23    | Circuito de Houtland                  | 1.1    | Graeme Brown                  | Rabobank                     |
| 25-27 | Tour de Gévaudan Languedoc-Roussillon | 2.2    | David Rösch                   | Atlas-Romer's Hausbäckerei   |
| 29    | Ruota d'Oro                           | 1.2    | Emanuele Moschen              | Lucchini Arvedi Unidelta     |

### Outubro
| Data | Carreira                     | Cat. | Ganhador            | Equipa                       |
| ---- | ---------------------------- | ---- | ------------------- | ---------------------------- |
| 1-4  | Circuito Franco-Belga        | 2.1  | Tyler Farrar        | Garmin-Slipstream            |
| 2-4  | Cinturó de l'Empordá         | 2.2  | Francisco Ventoso   | Carmiooro-A Style            |
| 3    | Giro de Münsterland          | 1.1  | Aleksejs Saramotins | Designa Køkken               |
| 3    | Memorial Cimurri             | 1.1  | Filippo Pozzato     | Katusha                      |
| 4    | Tour de Vendée               | 1.1  | Pavel Brutt         | Katusha                      |
| 8    | Paris-Bourges                | 1.1  | André Greipel       | Columbia-HTC                 |
| 8    | Coppa Sabatini               | 1.1  | Philippe Gilbert    | Silence-Lotto                |
| 10   | Giro de Emilia               | 1.hc | Robert Gesink       | Rabobank                     |
| 11   | Grande Prêmio Bruno Beghelli | 1.1  | Francisco Ventoso   | Carmiooro-A Style            |
| 11   | Paris-Tours sub-23           | 1.2U | Mathieu Halleguen   | Côtes d'Armor-Maître Jacques |
| 11   | Paris-Tours                  | 1.hc | Philippe Gilbert    | Silence-Lotto                |
| 13   | Prêmio Nacional de Clausura  | 1.1  | Denis Flahaut       | Landbouwkrediet-Colnago      |
| 15   | Giro do Piemonte             | 1.hc | Philippe Gilbert    | Silence-Lotto                |

## Classificações finais
- As classificações finalizaram da seguinte forma:[2]

### Individual
| Posição | Ciclista            | Equipa | Pontos |
| ------- | ------------------- | ------ | ------ |
| 1º      | Giovanni Visconti   | ISD    | 638.2  |
| 2º      | Kenny van Hummel    | SKS    | 601    |
| 3º      | Jimmy Casper        | BCS    | 575    |
| 4°      | Romain Feillu       | AGR    | 488    |
| 5°      | Alessandro Petacchi | LPR    | 469.2  |
| 6°      | David Le Lay        | AGR    | 446    |
| 7°      | Luca Paolini        | ALÇA   | 377    |
| 8°      | Héctor Guerra       | LSE    | 366    |
| 9°      | Rubén Plaza         | LSE    | 360    |
| 10°     | Aleksejs Saramotins | TDK    | 348    |

| 11º | Heinrich Haussler | CTT | 348 |
| 12º | Martin Pedersen   | CPI | 338 |
| 13º | Francisco Ventoso | CMO | 332 |
| 14º | Xavi Tondo        | ACA | 326 |
| 15º | Giampaolo Caruso  | FLM | 325 |
| 16º | Borut Božič       | VAC | 320 |
| 17º | Francesco Ginanni | SDA | 318 |
| 18º | Niko Eeckhout     | SKT | 315 |
| 19º | Nuno Ribeiro      | LSE | 312 |
| 20º | Dimitri Champion  | BSC | 307 |

1. 1 2  Corredor suspendido pela UCI. .

### Equipas
| Posição | Equipa                                          | Pontos |
| ------- | ----------------------------------------------- | ------ |
| 1º      | Agritubel                                       | 2.088  |
| 2º      | Vacansoleil Pro Cycling Team                    | 1.499  |
| 3º      | Liberty Seguros                                 | 1.326  |
| 4º      | Cervélo Test Team                               | 1.261  |
| 5º      | ISD-Neri                                        | 1.249  |
| 6º      | Skil-Shimano                                    | 1.224  |
| 7º      | Serramenti PVC Diquigiovanni-Androni Giocattoli | 1.210  |
| 8º      | Besson Chaussures-Sojasun                       | 1.208  |
| 9º      | LPR Brakes-Farnese Vini                         | 1.120  |
| 10º     | Ceramica Flaminia-Bossini Docce                 | 1.029  |

| 11º | Rabobank Continental         | 972 |
| 12º | Centri Della Calzatura       | 955 |
| 13º | Acqua & Sapone-Caffè Mokambo | 907 |
| 14º | Team Capinordic              | 897 |
| 15º | Team Designa Kokken          | 829 |
| 16º | Adria Mobil                  | 828 |
| 17º | Topsport Vlaanderen-Mercator | 817 |
| 18º | CSF Group-Navigare           | 791 |
| 19º | Carmiooro-A Style            | 783 |
| 20º | PSK Whirlpool-Author         | 761 |

### Países
| Posição | País          | Pontos   |
| ------- | ------------- | -------- |
| 1º      | Itália        | 3.537,6  |
| 2º      | França        | 3.159    |
| 3º      | Espanha       | 2.259,4  |
| 4º      | Países Baixos | 2.114,19 |
| 5º      | Alemanha      | 2.101    |
| 6º      | Eslovênia     | 1.854    |
| 7º      | Bélgica       | 1.805    |
| 8º      | Rússia        | 1.534    |
| 9º      | Portugal      | 1.455    |
| 10º     | Polónia       | 1.297    |

| 11º | Ucrânia     | 1.127,51 |
| 12º | Reino Unido | 1.087,8  |
| 13º | Dinamarca   | 1.022    |
| 14º | Noruega     | 847      |
| 15º | Suíça       | 655      |
| 16º | Estónia     | 621      |
| 17º | Áustria     | 578      |
| 18º | Eslováquia  | 561      |
| 19º | Croácia     | 539      |
| 20º | Bulgária    | 507      |

### Países sub-23
| Posição | País          | Pontos |
| ------- | ------------- | ------ |
| 1º      | Bélgica       | 9099   |
| 2º      | França        | 872    |
| 3º      | Itália        | 819,98 |
| 4º      | Alemanha      | 818,32 |
| 5º      | Rússia        | 692    |
| 6º      | Países Baixos | 541,59 |
| 7º      | Eslovênia     | 367    |
| 8º      | Dinamarca     | 356    |
| 9º      | Eslováquia    | 268    |
| 10º     | Reino Unido   | 259,2  |

| 11º | Áustria      | 258 |
| 12º | Noruega      | 238 |
| 13º | Polónia      | 191 |
| 14º | Moldávia     | 170 |
| 15º | Espanha      | 160 |
| 16º | Chéquia      | 152 |
| 17º | Turquia      | 140 |
| 18º | Ucrânia      | 125 |
| 19º | Estónia      | 118 |
| 20º | Bielorrússia | 117 |

## Progresso das classificações
| Data                    | Classificação individual        | Classificação por equipas | Classificação por países | Classificação por países sub-23 |
| ----------------------- | ------------------------------- | ------------------------- | ------------------------ | ------------------------------- |
| 25 de outubro de 2008   | Leonardo Giordani               | -                         | França                   | França                          |
| 25 de novembro de 2008  | Bélgica                         | -                         |                          | França                          |
| 25 de dezembro de 2008  | Rússia                          | -                         |                          | França                          |
| 25 de janeiro de 2009   | Ceramica Flaminia-Bossini Docce | Bélgica                   | Bélgica                  |                                 |
| 25 de fevereiro de 2009 | Daniele Pietropolli             | LPR Brakes-Farnese Vini   | Itália                   | Itália                          |
| 25 de março de 2009     | Francesco Ginanni               | Agritubel                 | Itália                   | Itália                          |
| 25 de abril de 2009     | Jimmy Casper                    | Agritubel                 | Itália                   | Itália                          |
| 25 de maio de 2009      | Kenny Van Hummel                | Agritubel                 | Itália                   | Bélgica                         |
| 25 de junho de 2009     | Itália                          | Agritubel                 | Itália                   |                                 |
| 25 de julho de 2009     | Itália                          | Agritubel                 | Itália                   |                                 |
| 15 de agosto de 2009    | Itália                          | Agritubel                 | Itália                   |                                 |
| 25 de agosto de 2009    | Bélgica                         | Agritubel                 | Itália                   |                                 |
| 25 de setembro de 2009  | Bélgica                         | Agritubel                 | Itália                   |                                 |
| 30 de setembro de 2009  | Itália                          | Agritubel                 | Itália                   |                                 |
| 16 de outubro de 2009   | Giovanni Visconti               | Agritubel                 | Itália                   | Bélgica                         |
| Final                   | Giovanni Visconti               | Agritubel                 | Itália                   | Bélgica                         |